# Kurtaczek namorzynowy
Kurtaczek namorzynowy (Pitta megarhyncha) – gatunek małego ptaka z rodziny kurtaczków (Pittidae). Osiadły, zasiedla namorzyny Azji Południowo-Wschodniej. Nie jest zagrożony wyginięciem.

## Taksonomia

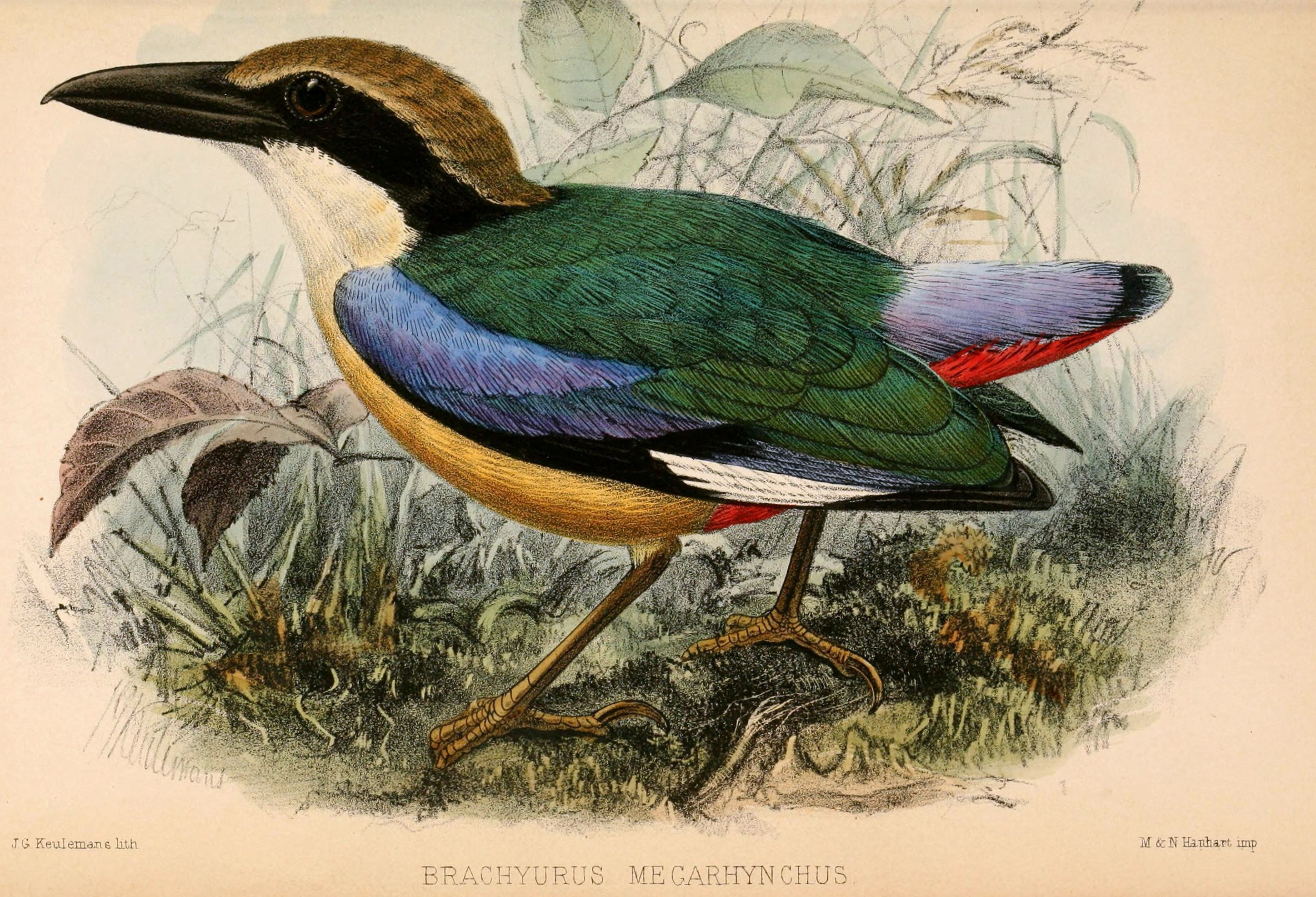
Kurtaczek namorzynowy na rycinie z 1870

Gatunek opisał po raz pierwszy Hermann Schlegel w roku 1863 pod używaną obecnie nazwą Pitta megarhyncha; holotyp pochodzi z wyspy Bangka. Kurtaczek namorzynowy tworzy nadgatunek wraz z kurtaczkiem bengalskim (P. brachyura), kurtaczkiem bladym (P. nympha) oraz kurtaczkiem modroskrzydłym (P. moluccensis). Takson monotypowy.

## Morfologia
Długość ciała wynosi 18–21 cm, masa ciała 92–120 g. Wierzch głowy szarobrązowy. Od boków głowy do karku biegną czarne paski. Wierzch ciała ciemnozielony, kuper połyskliwy, fioletowoniebieski. Sterówki czarne z niebieskim lub zielonym zakończeniem. Przy złożonym skrzydle dolna połowa o barwie ultramaryny, lotki I rzędu posiadają dużą, białą plamę. Gardło białe. Spód ciała płowocynamonowy, od środka brzucha do pokryw podogonowych szkarłatny. Dziób czarny (duży w porównaniu do innych kurtaczków). Osobniki młodociane cechują ciemniejsze ubarwienie oraz brak ultramaryny w upierzeniu skrzydeł, zaś plama na spodzie ciała jest różowawa, nie szkarłatna.

## Zasięg występowania
Całkowity zasięg występowania, szacowany na 173 tys. km², obejmuje lasy namorzynowe od południowego Bangladeszu po zachodnią Tajlandię, wschodni i zachodni Półwysep Malajski, wschodnią Sumatrę, Archipelag Riau oraz wyspę Bangka. Prócz namorzynów spotyka się go także w zaroślach palm Nypa fruticans.

## Pożywienie
Kurtaczek namorzynowy żywi się mięczakami, mrówkami i innymi owadami. Ze skorupiaków zjada głównie kraby, do czego przystosowany jest dziób tego ptaka. Żeruje w błocie dookoła korzeni drzew namorzynowych oraz na okolicznych suchych obszarach. Niekiedy wychodzi na bardziej otwarte obszary, widywany był siedzący na zacumowanych łodziach.

## Lęgi
Okres lęgowy trwa od kwietnia do sierpnia. Gniazdo umieszczone jest zwykle na ziemi, jednokrotnie odnotowano je przytwierdzone do kopca przedstawicieli rodzaju Thalassina (dziesięcionogi); rzadko mieści się do 1,5 m nad ziemią. Jest to zamknięta konstrukcja utworzona z patyków, trawy i włókien kokosowych, od góry spojona błotem. W lęgu 2–4 kremowe jaja o liliowym odcieniu, pokryte czerwonobrązowymi wzorami. Mają wymiary około 26×22 mm. Wysiadują prawdopodobnie oba ptaki z pary; okres inkubacji i szczegóły dotyczące młodych nie są znane.

## Status i zagrożenia
Przez Czerwoną Księgę Gatunków Zagrożonych IUCN klasyfikowany jest jako gatunek bliski zagrożenia (NT, Near Threatened) nieprzerwanie od 1988 roku. Trend liczebności populacji jest oceniany jako spadkowy. Zagrożenie stanowi wycinka lasów namorzynowych dla drewna na opał lub budowę oraz zastępowania namorzynów miejscami hodowli ryb i krewetek. Rzadki w Bangladeszu, częsty jedynie w prowincji Khulna. W pozostałych częściach zasięgu również rzadki, jedynie na Sumatrze lokalnie pospolity.